# 川西國鐵前站
川西國鐵前站（日语：／ Kawanishi-Kokutetsumae eki */?）是位於兵庫縣川西市榮根，能勢電鐵的妙見線車站。隨著妙見線此站至川西能勢口之間廢止，此站於1981年（昭和56年）起永久停用。

## 歷史
當初車站名稱為「池田站前」。在1951年（昭和26年），國鐵池田站改名為「川西池田站」。在1965年（昭和40年），此站站名才改名為「川西國鐵前」。
車站停用後，遺址一度變成空地，現時已經重新開發。

### 年表
- 1917年（大正6年）9月2日 - 妙見線能勢口站（現時：川西能勢口站）延伸至此站，池田站前站啟用[1]。
- 1948年（昭和23年） - 終止貨物起卸業務[2]。
- 1965年（昭和40年）4月1日 - 車站改名為川西國鐵前站[1]。
- 1981年（昭和56年）12月20日 - 此站至川西能勢口之間廢線，此站廢止[1]。

## 車站構造
車站是一座地面車站，設有1面1線的單式月台。當初月台上設有木製上蓋。在停用前，月台上還有站名牌。
在還有貨物起卸業務時，貨物線會延伸至國鐵池田站（後來為川西池田站）內。在戰後再沒有貨物起卸。該貨物線會跨越國道176號，從阪急電鐵租借的車輛也會在該處進入能勢電鐵。

## 相鄰車站
能勢電鐵
妙見線
川西國鐵前－川西能勢口

## 注腳
1. 1 2 3 4 5 6 7  曾根悟（日语：曽根悟）（監修）. 朝日新聞出版分冊百科編集部（編集） , 编. . 週刊朝日百科. 14号 神戸電鉄・能勢電鉄・北条鉄道・北近畿タンゴ鉄道. 朝日新聞出版. 2011-06-19: 16–17 （日语）.
2. ↑  柳谷政人「ぷらっと沿線紀行67　能勢電鉄　カーブにまっすぐ勝負」《朝日新聞》大阪本社版　2008年9月27日付夕刊，第1面和第3面。
3. ↑  在一些相片中看到木製上蓋（《朝日新聞》、《能勢電 昔日畫廊》第2頁）
4. ↑  能勢電鐵株式會社編　《能勢電鉄　80年史》，1991年，210頁。
5. ↑  參見 能勢電鐵株式會社、鐵道事業部編　《能勢電 昔日畫廊》，2009年，32頁和47頁圖片